# Łuka-Mełeszkiwśka
Łuka-Mełeszkiwśka (ukr. Лука-Мелешківська) – wieś na Ukrainie, w obwodzie winnickim, w rejonie winnickim. W 2001 liczyła 3597 mieszkańców, wśród których 3550 wskazało jako ojczysty język ukraiński, 45 rosyjski, 1 białoruski, a 1 inny.

## Urodzeni
- Wasilij Baraniuk